# Żubrówka
A Żubrówka (IPA: [ʐuˈbrufka], belaruszul Зуброўка) lengyel és fehérorosz eredetű vodka védjegy. Legismertebb jellegzetessége, hogy az „eredeti”, Bison Grass változatát illatos szentperje (lengyelül żubrówka) kivonatával ízesítik, a palackjába pedig egy szál szentperjét helyeznek. Több különböző változatban készül, melyek közül – a márkanév ellenére – nem mindegyik tartalmaz szentperje-kivonatot, a natúr változata, a Żubrówka Biała egy tiszta, egyébként ízesítetlen vodka.

## Nevének eredete
A Żubrówka az illatos szentperjéről kapta a nevét, amelynek egyik lengyel neve żubrówka, ezt a nevét pedig az európai bölényről kapta, amit lengyelül egyszerűen żubrnak is neveznek. A Żubrówka marketingje gyakran más nyelveken is „bölényfűnek” nevezi a szentperjét annak ellenére, hogy a bölényfű magyarul például a beléndek neve, illetve eredetileg a bison grass sem tartozik a szentperje angol nevei közé.

## Története
A vodkaként ismert konkrét italfajta nem létezett a modern szeszfinomítók 19. századi megjelenése előtt, de a szentperjével ízesített párlatok története visszanyúlik a Lengyel–Litván Unió korába, és a 16. századtól ismert. Igazán népszerűvé a 18. századra vált főként a lengyel nemesség körében volt kedvelt. Fogyasztói úgy gondolták, hogy az italban lakozik az európai bölény ereje. A Zubrówkába kerülő fűszálat a bölény természetes élőhelyéről szerezték és szerzik be ma is, jellemzően a Białowieża-erdőből. Az 1928-ban alapított Polmos Białystok S.A. szeszipari vállalkozás Białystokban üzemeltet szeszfőzdét, és ott készítik a különböző lengyel Żubrówkákat. Lengyelország Európai Unióhoz történő csatlakozása után is megtarthatta saját védjegyének a Żubrówkát, mely világszerte ismert lengyel termék és Polska Wódka/Polish Vodka kiegészítő megjelöléssel hozható forgalomba.
2007-től Magyarországon is kereskedelmi forgalomban van. A Żubrówka Bison Grass mellett hazai forgalomban van két másik változat is: a Żubrówka Biała („fehér”), amely egy natúr vodka, és a tölgyfakéreg- kivonatot tartalmazó Żubrówka Złota („arany”).
2020-tól vásárolható a Żubrówka Dzika Czereśnia azaz a cseresznye ízesítésű Żubrówka is a nemzetközi piacon.

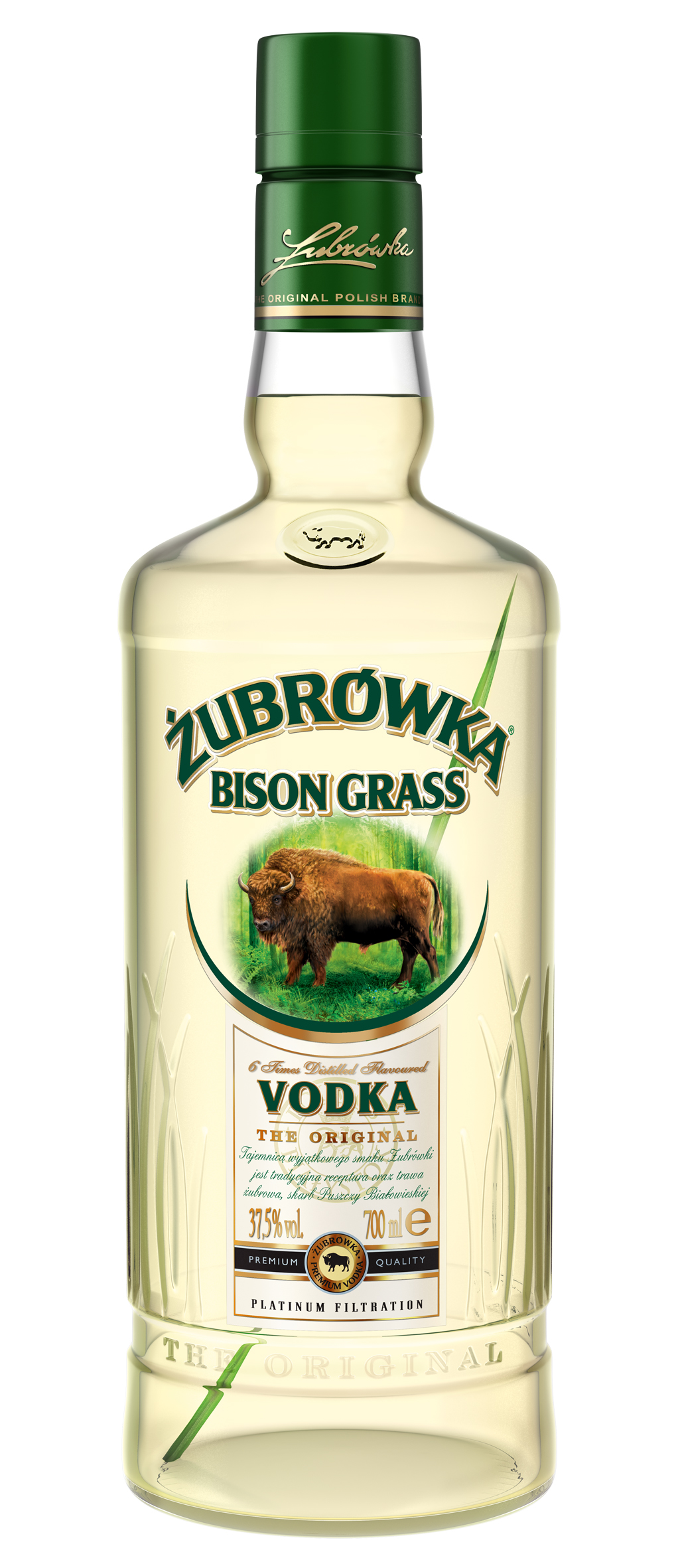
Żubrówka Bison Grass
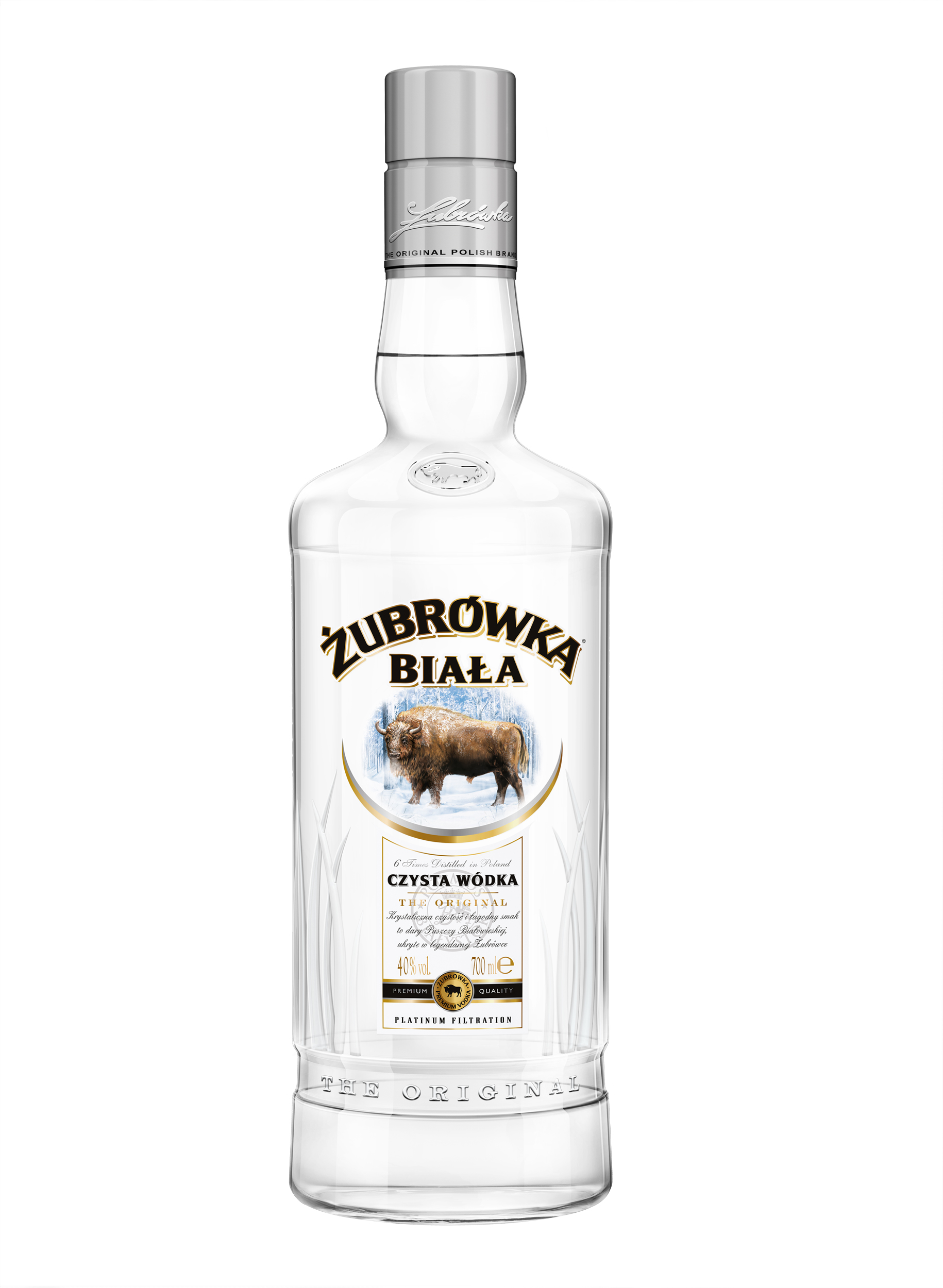
Żubrówka Biała
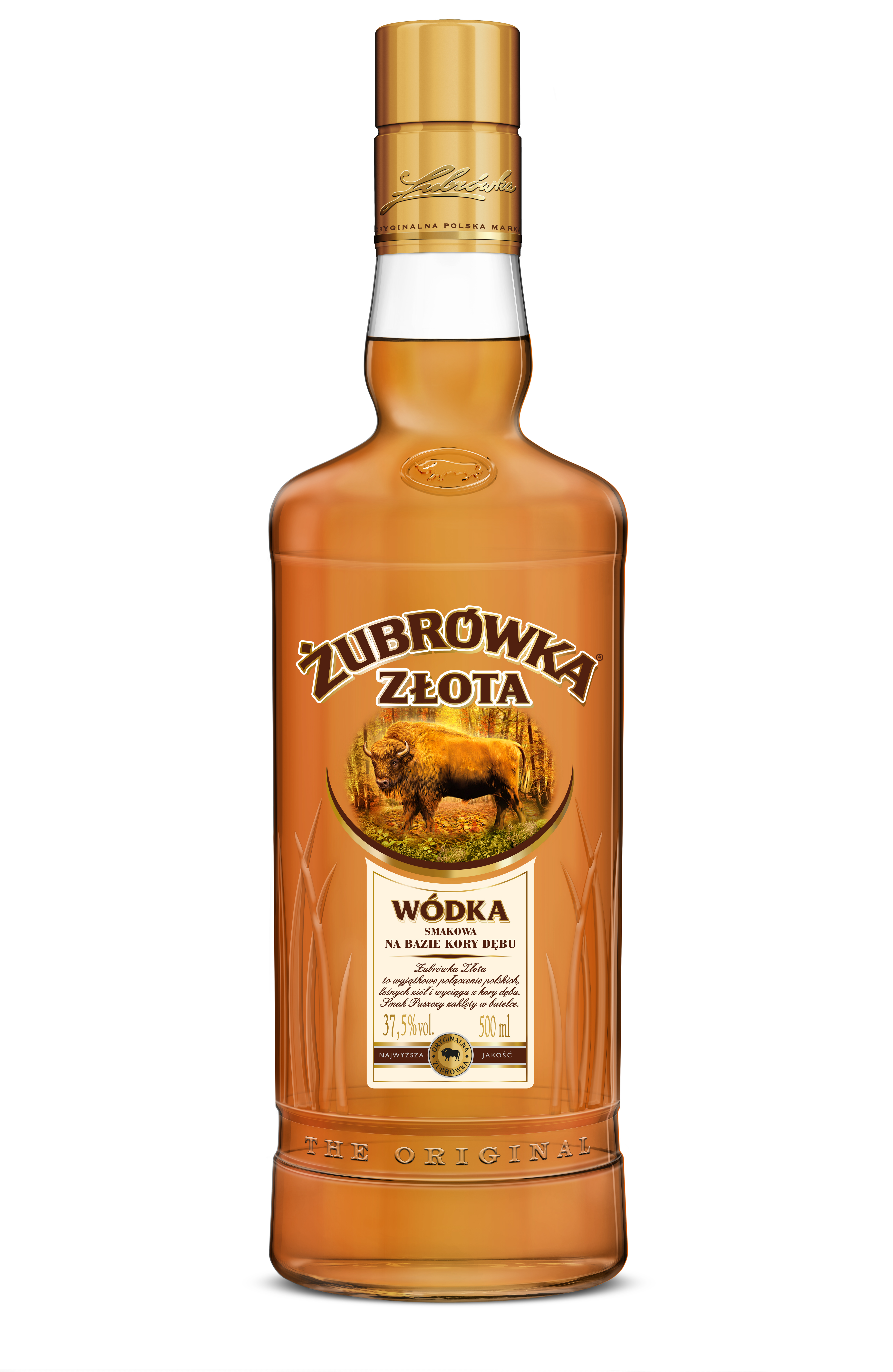
Żubrówka Złota

## A Bison Grass készítése
A Żubrówka Bison Grass jellegzetességét az illatos szentperje levele adja, amely Európában a Białowieża-erdő tisztásain nő, és az erdőbe visszatelepített, ma már vadon is élő, ritka európai bölény előszeretettel legeli. A Żubrówka Bison Grass ennek kivonatát, illetve palackonként egy-egy szálat tartalmaz. A hagyomány szerint nyaranta kézzel szedték a füvet és napon szárították meg. A címkéjén a fenti okból egy bölény (lengyelül: żubr) látható. 
Napjainkban a begyűjtött fűszálakat már sötét és meleg helyen szárítják meg. A vodka ízesítéséhez 1000 literenként 1-2 kilogramm füvet használnak fel, ami nem sok, és tekintettel arra, hogy kizárólag vadon terem az illatos szentperje, ez mégsem jelent gondot a növénypopulációra, amely egyébként Eurázsiában és Észak-Amerikában is őshonos. A növényben lévő kumarintartalom elérheti az 1%-ot is, ez adja az ital édeskés szagát. A kumarin véralvadásgátló hatású, de túladagolása esetén májkárosító és karcinogén szer. A Zubrówkában átlagban 12 mg/liter kumarin található, ez a Magyar Élelmiszerkönyv által megszabott határértéknek megfelel.